# 玛丽·富布卢克
瑪麗·簡·亞歷山德拉·富布魯克（原姓：威爾遜；1951年11月28日—）是一個英籍歷史學家。 自1995年起她便是倫敦大學的德國歷史教授。她是一個在近代歐洲的宗教和社會，德國於20世紀的獨裁政府以及納粹大屠殺後的歐洲裏的史學及社會理論均有有顯著成就的著名研究員。

## 早期生活
她出生於1953年11月28日，並於薩默塞特的西德科特學校以及位於伯明翰的愛德華六世國王女子中學完成中小學學業。之後她在1973年於劍橋大學修畢雙一級榮耀文學學士學位（BA)，於1977年則轉換成文學碩士學位（MA Catab）。之後她便移居美国並於1975年於哈佛大学修畢文學碩士學位並於1977年修畢哲學博士學位。

## 學術生涯
她先於1977-78學年於倫敦政治經濟學院和1978-79學年於布魯內爾大學成為臨時講師。1982－83年她是伦敦国王学院的研究員。
1983年10月1日,她成為了倫敦大學的一名講師 ,於1991年獲晉升為德國歷史准教授並於1995年成為德國歷史正式教授  。從1995年到2006年她是倫敦大學德國部的歷史系主任,從2013年到2018年則是社會科學及歷史系部行政院長。
她是德國歷史學會的首位女性主席，並與理查德·J·埃文斯同為該學會的學位報章German History的首任編輯。

## 個人生活
1973 年，她和朱利安富布魯克結婚，並育有兩兒一女。

## 個人榮耀
2007年她獲選為英國國家學術院院士，亦獲選為皇家歷史學院院士。2019年她以論文Reckonings獲得沃爾夫歷史學獎和躋身坎迪爾獎的決賽。

## 作品
(1999). German National Identity after the Holocaust. Cambridge: Polity Press.
(2003). Historical Theory. Routledge.
Power and Society in the GDR, 1961-1979: The 'Normalisation of Rule'?. New York: Berghahn Books, 2008. ISBN 9781782381013, OCLC 822668120
The People's State: East German Society from Hitler to Honecker. New Haven, Conn.; London : Yale University Press, 2008. ISBN 9780300144246, OCLC 227926611
German History Since 1800. London: Bloomsbury Academic, 2010. ISBN 9780340692004, OCLC 798041686
Dissonant Lives: Generations and Violence Through the German Dictatorships. Oxford: Oxford University Press, 2011. ISBN 9780198799535, OCLC 1013509462
A Small Town Near Auschwitz: Ordinary Nazis and the Holocaust. Oxford University Press. 2012. ISBN 9780199679256, OCLC 809529765[11]
Reckonings: Legacies of Nazi Persecution and the Quest for Justice. Oxford University Press. 2018. ISBN 9780198811237, OCLC 1073833810[12]